# Fregaty typu Tribal
Fregaty typu Tribal (typ 81) – typ siedmiu brytyjskich fregat wielozadaniowych, opracowanych w latach 50. XX wieku dla Royal Navy. Otrzymały nazwy po niszczycielach typu Tribal, od wojowniczych plemion i ludów. Okręty pełniły służbę w brytyjskiej marynarce wojennej do późnych lat 70. XX wieku. Trzy okręty (HMS "Gurkha", HMS "Tartar" i HMS "Zulu") przywrócono do służby w 1982 roku podczas wojny falklandzkiej, a dwa lata później sprzedano Indonezyjskiej Marynarce Wojennej.

## Okręty
- F117 "Ashanti"
- F119 "Eskimo"
- F122 "Gurkha" → "Wilhelmus Zakarias Yohannes"
- F124 "Zulu" → "Martha Khristina Tiyahahu"
- F125 "Mohawk"
- F131 "Nubian"
- F133 "Tartar" → "Hasanuddin"